# Triclistus facialis
Triclistus facialis är en stekelart som beskrevs av Thomson 1887. Triclistus facialis ingår i släktet Triclistus och familjen brokparasitsteklar. Arten är reproducerande i Sverige. Inga underarter finns listade i Catalogue of Life.